# イブニング王国!
『イブニング王国!』（イブニングおうこく）は、2005年3月28日から2010年3月26日まで新潟放送（BSNテレビ）で放送されていた夕方ワイド番組。

## 概要
2005年3月まで平日夕方に放送されていた『BSNニュースワイド』のリニューアル版で、土曜午前に放送されていた『ウィークエンドi』の出演者とコーナーを統合する形でスタートした。同局が制作する平日夕方の生放送番組としては、初の3時間に及ぶ番組となった。17時台にTBS制作の『イブニング・ファイブ』と『JNNイブニング・ニュース』を、18時台に『ニュースワイド』として放送していたローカルニュースをそれぞれ内包し、2009年3月までそれらをコーナー扱いで放送していた。
番組は、「イブニング王国！ 王様はテレビの前のあなたです!!」という出演者一同の掛け声で始まっていた。これは番組が終了するまで続けられた。
2007年3月12日からはハイビジョン制作を実施。2008年4月4日には、BSNテレビだけでなくBSNラジオでも同時放送される『イブニング王国！金曜版』がスタート。そして2009年3月13日には放送1000回を達成し、3月25日に『1000回突破スペシャル』を放送した。
その直後の2009年3月30日、TBSが17時台に『サカスさん』を、18時台・19時台に『総力報道!THE NEWS』をスタートさせたのを受け、新潟放送18時台のローカル枠が『総力報道!THE NEWS』を内包する『THE NEWS 新潟』として独立し、本番組は16時台のみの放送に縮小した。その後、新潟放送が2009年7月3日に『サカスさん』のネットを打ち切り、7月6日に本番組を17時台へ移動させてからは、番組冒頭の16:53 - 17:03に『先出し!THE NEWS』を内包するようになった。
2010年3月26日に18時台の『総力報道!THE NEWS』が終了し、替わって17時台で『Nスタ』がスタートするのを受け、本番組も3月26日に『イブニング王国！ファイナル2時間スペシャル』を放送して終了。5年間、1265回にわたる歴史に幕を閉じた。番組の終了後、替わって金曜16時台で『消費生活バラエティ 金曜パラダイス』がスタートした。

## 放送時間の変遷
- 2005年3月28日 - 2008年3月31日

月 - 金：15:55 - 18:55
- 2008年4月1日 - 2009年3月27日

月 - 木：15:55 - 18:55
金：16:00 - 18:55
- 2009年3月30日 - 7月2日

月 - 木：15:55 - 16:53
金：16:00 - 16:53
- 2009年7月6日 - 2010年3月26日

月 - 金：16:53 - 17:50

## 出演者
特記なき者はBSNアナウンサー。
メインキャスター
- 伊勢みずほ

キャスター
- 田巻直子
- 高橋知幸
- 喜谷知純
- 水島知子
- 武内実江
- 米澤和代

VTR＆中継キャスター
- 愛恵（新潟お笑い集団NAMARA所属）
- 近藤丈靖

### 過去の出演者
- 新保真徳
- 伊藤麻子
- 東宏典
- 本間香
- 大倉修吾
- 山田かおり
- 田中理紗
- ヤングキャベツ
- 佐々木美佳子
- 實石あづさ

## タイムテーブル

### - 2010年3月25日
- 16:53 - オープニング
- 16:55頃 - 今日のイチオシ
- 17:18頃 - 新潟何でも大賞
- 17:30頃 - いただき 生鮮情報!
- 17:35頃 - 日替わりコーナー
- 17:50-エンディング、ステブレレスで9月25日まで『総力報道!THE NEWS』、9月28日から『イブニングワイド』（番組表上の表記タイトルは『ヘッドライン THE NEWS』）へ接続

### - 2009年7月17日
- 16:53 - 先出し!THE NEWS - 東京のスタジオから同時ネット
- 17:04頃 - オープニング
- 17:05頃 - 今日のイチオシ
- 17:26頃 - 新潟何でも大賞
- 17:31頃 - いただき 生鮮情報!
- 17:36頃 - 日替わりコーナー
- 17:50 - エンディング、ステブレレスで『総力報道!THE NEWS』へ接続

### - 2009年7月2日
月曜 - 木曜
- 15:55 - オープニング
- 16:03頃 - 今日のイチオシ
- 16:26頃 - おうちde楽んぼ
- 16:31頃 - 県内ニュース・天気予報
- 16:36頃 - 日替わりコーナー
- 16:53 - エンディング、ステブレレスで『先出し!THE NEWS』へ接続

金曜版
- 16:00 - オープニング
- 16:03頃 - 湯めぐり!ご自慢中継
- 16:30頃 - おうちde楽んぼ
- 16:35頃 - 県内ニュース・天気予報
- 16:40頃 - 湯めぐり!ご自慢中継
- 16:53 - エンディング、ステブレレスで『先出し!THE NEWS』へ接続

### - 2009年3月27日
月曜 - 木曜
- 15:55 - オープニング
- 16:03頃 - 今日のイチオシ
- 16:20頃 - テレビでQ・王国ダーツゲーム1回目
- 16:26頃 - おうちde楽しんぼ
- 16:31頃 - 県内ニュース・天気予報
- 16:36頃 - 日替わりコーナー
- 16:45頃 - 王国ダーツゲーム2回目
- 16:52 - エンディング、ステブレレスで『イブニング・ファイブ』へ接続
- 16:52 - 17:50　イブニング・ファイブ
- 17:50 - 18:16　JNNイブニング・ニュース
- 18:16 - 18:55　イブニング王国!NEWS
  - 18:16 - オープニング、県内ニュース
  - 18:35頃 - いずれかのコーナーを放送
    - 県内ニュース
    - 各地の話題
    - イブニング特集（不定期、『e5』のコーナーを時差ネット）

  - 18:42頃 - ヤン坊マー坊天気予報
  - 18:48頃 - 全国スポーツ（『e5』のコーナーを時差ネット）
  - 18:52頃 - 県内ニュース
  - 18:55 - エンディング、ステブレレスで次番組へ接続

金曜版
- 16:00 - オープニング
- 16:05頃 - 湯めぐり!ご自慢中継
- 16:23頃 - テレビでQ・王国ダーツゲーム1回目
- 16:29頃 - おうちde楽しんぼ
- 16:31頃 - 湯めぐり!ご自慢中継
- 16:43頃 - 王国ダーツゲーム2回目
- 16:52 - エンディング、ステブレなしで『e5』へ接続

※ラジオ版のみここで終了
- 16:52 - 17:50　イブニング・ファイブ
- 17:50 - 18:16　JNNイブニング・ニュース
- 18:16 - 18:55　イブニング王国!NEWS
  - 18:16 - オープニング、県内ニュース
  - 18:35頃 - アルビ☆王国
  - 18:42頃 - ヤン坊マー坊天気予報
  - 18:48頃 - 全国スポーツ（『e5』のコーナーを時差ネット）
  - 18:52頃 - 県内ニュース
  - 18:55 - エンディング、ステブレレスで次番組へ接続

### - 2008年3月31日
- 15:55 - オープニング
- 16:03頃 - 今日のイチオシ
- 16:20頃 - テレビでQ・王国ダーツゲーム1回目
- 16:26頃 - お茶の間 楽しんぼ
- 16:31頃 - 県内ニュース・天気予報
- 16:36頃 - 日替わりコーナー
- 16:42頃 - 王国ダーツゲーム2回目
- 16:54-エンディング、ステブレレスで『e5』へ接続
- 16:54 - 17:50　イブニング・ファイブ
- 17:50 - 18:16　JNNイブニング・ニュース
- 18:16 - 18:55　イブニング王国!NEWS
  - 18:16 - オープニング、県内ニュース
  - 18:35頃 - いずれかのコーナーを放送
    - 県内ニュース
    - 各地の話題
    - 金：アルビ☆王国
    - イブニング特集（不定期、『e5』のコーナーを時差ネット）

  - 18:42頃 - ヤン坊マー坊天気予報
  - 18:48頃 - 全国スポーツ（『e5』のコーナーを時差ネット）
  - 18:52頃 - 県内ニュース
  - 18:55 - エンディング、ステブレレスで次番組へ接続

## コーナー
- 新潟何でも大賞
- まちかど行ってみずほ
- 近藤丈靖の仏の花道
- 毎度おなじみ 水島観光
- 街ネタハンター トム&ダニー
- おうちde楽しんぼ
- カンタン幸せレシピ

### 過去のコーナー
- 王国ダーツゲーム
- GO!GO!キッズ王国　開始時 - 2005年9月23日
- 新潟ジョージアン　2005年10月頃 - 11月頃　ジョージア缶コーヒーとの連携企画。
- 香のとくとくツアー　開始時 - 2006年3月
- あいうえおたま塾（アニメ）　2006年1月 - 3月
- 探検!めんのすけ→感激!めんのすけ　開始時 - 2007年3月
- 運命のグルメ　2006年4月-2007年3月
- 高橋知幸の湯めぐり一発!→湯めぐり名人　開始時 - 2007年3月
- イブニングカフェ　開始時 - 2007年3月
- 王国おすすめランキング→あづさのいまドキランキング
- 仏の花道
- ヤンキャベの発見!ばんばんスクール
- 喜谷知純えちごの魂
- 新・素晴らしき新潟弁の旅
- OH!でかけ中継（「王国中継 行けイケ!生なま!!」のバージョンアップ）
- グルメン高橋のごっくん!ファイル
- いただき生鮮情報!
- 川柳で5・7・Go
- 日本旅行の行こてば!!
- イブニング王国!NEWS
- 先出し!THE NEWS

### 王国ダーツゲーム
視聴者からのはがきを引き視聴者の家に電話をし、ダーツを投げる人を視聴者が決める。また当日にクイズが出され、パソコン、携帯電話で当日参加可能で、当選者は自分でつけた愛称で呼ばれる。メインMCで、毎日出ている新保アナを選ぶ人が多い。
番組開始当初はハガキのみ、途中からハガキに加えパソコン・携帯電話でも受付を開始、現在は月～木曜日はハガキとパソコン・携帯電話から、金曜日は湯めぐり中継先（自慢の物を持って来て集まって来た人の中から）とパソコン・携帯電話の中から抽選する。
12色に色分けされたダーツ盤に現金10万円など目玉賞品が4つ、その他にも8種類の賞品が配置され（商品券（3000円分）、すし券（8000円分）、図書カード（1000円分）、ホテル食事券、温泉宿泊券、ふるさとの味、ポケット液晶カラーテレビ、粟島竹炭セットなど。初期は高価な電化製品が景品に入っていた）、選ばれた人が視聴者の「１、2、3」の掛け声を合図に、電動で回転するダーツ盤に向かって矢を投げる。金曜の湯めぐり中継先では、スタジオと同じサイズのプラスチックのダーツ盤で手動で回転、吸盤式のボーガンで的を狙う。ダーツ盤に刺さらなかった場合は、刺さるまで何度でもやり直し。境目に刺さって判断が難しい事が多くなってから、途中から境目を金属で区切るようになる。その為か刺さらない事が多くなる。一度当った所は「当」のステッカーが貼られ、再び刺ると残念賞としてプルストラップ（過去には番組ロゴ入りのハガキ10枚）を進呈。よく選ばれる新保アナが10万円を良く当てるが、それ故に外す事も多い。
せっかくはがきを引かれても7回コールまでに出なければアウト。また不在や留守電もアウト。またはがきに電話番号が書いていない、読み取れない場合もアウトになる。電話は1日あたり3-4回のチャンスがあるが、視聴者の中には生放送という意識がなく、普段の長話のように話し出してしまう人もいる。また家族がはがきを出した事実を知らないことも多く、事情が読めない人もおり、電話のやり取りからうかがえる。そこで「ちょっと待ってください」と電話を代わってもらう時間がまた長いことも稀にある。1回あたりの電話が長くなるほど時間が押してしまい、次の視聴者への電話の時間がなくなることもしばしば。そのため、2回目のダーツゲームでは時間が押すとあて先を告知する時間が短くなる。
また、電話の相手が視聴者のため、ダーツの結果に対する反応がよりストレートになる。特にはずれだった場合には電話口の声がトーンダウンしたり、間があいていることがあった。
このコーナーは2009年3月27日をもって終了したが、2010年3月26日放送の「イブニング王国!ファイナル2時間スペシャル」で1年ぶりに復活。最後に10万円を当てた人物は伊勢アナだった。

## その他
- 初代MCの新保アナは、2009年7月3日まで県内ニュースコーナーのキャスターも兼務していた。
- 最終回の2時間スペシャルでは、近藤アナと愛恵以外の出演者が全員スタジオに集合し、過去5年間の放送を振り返った。このときには新保アナも8ヶ月ぶりに出演した。
- 番組内コーナー「まちかど行ってみずほ」はJNN協議会定時番組活動部門で最優秀賞を受賞している。2010年4月14日には、同コーナーのスペシャル番組が『THE 新潟 スペシャル』の枠内で『まちかど愛してみずほ』が放送された。
- 県内ニュース『イブニング王国!NEWS』は、16時台の本編が生放送されるスタジオと隣接しており、モニターなどが共有されている。この形は本編と『THE NEWS 新潟』、2010年現在放送されている『金曜パラダイス』と『Nスタ新潟』でも引き継がれている。